# Cereopsius vittipennis
Cereopsius vittipennis là một loài bọ cánh cứng trong họ Cerambycidae.